# Ulyumçay
Ulyumçay är ett vattendrag i Azerbajdzjan.   Det ligger i distriktet Lənkəran Rayonu, i den sydöstra delen av landet, 190 km sydväst om huvudstaden Baku.